# Paraleptopsyllus arcticus
Paraleptopsyllus arcticus är en kräftdjursart som först beskrevs av Lang 1948.  Paraleptopsyllus arcticus ingår i släktet Paraleptopsyllus och familjen Paramesochridae. Inga underarter finns listade i Catalogue of Life.